# Jüdische Gemeinde Worms

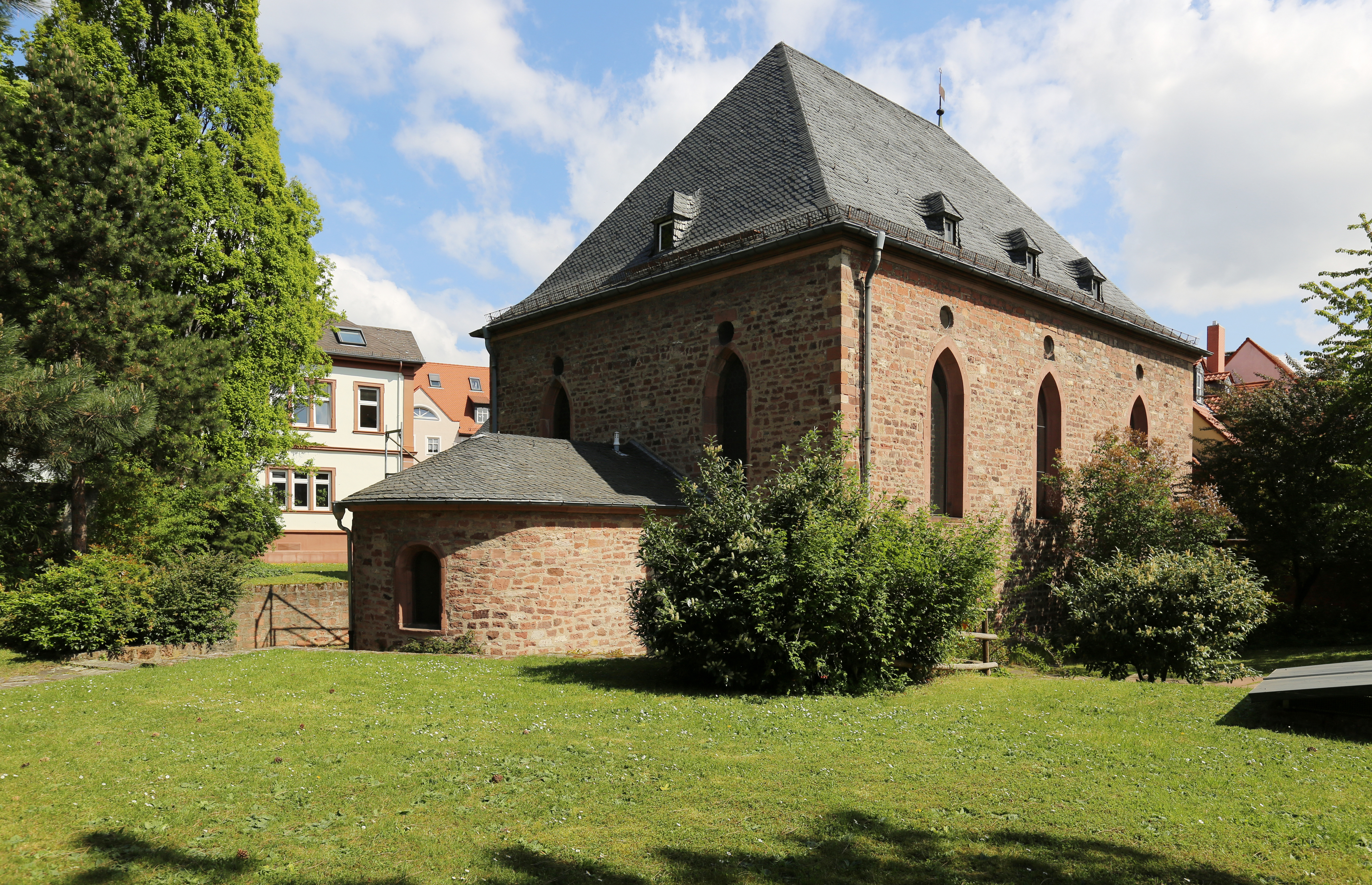
Die "Alte Synagoge" von der Gartenseite

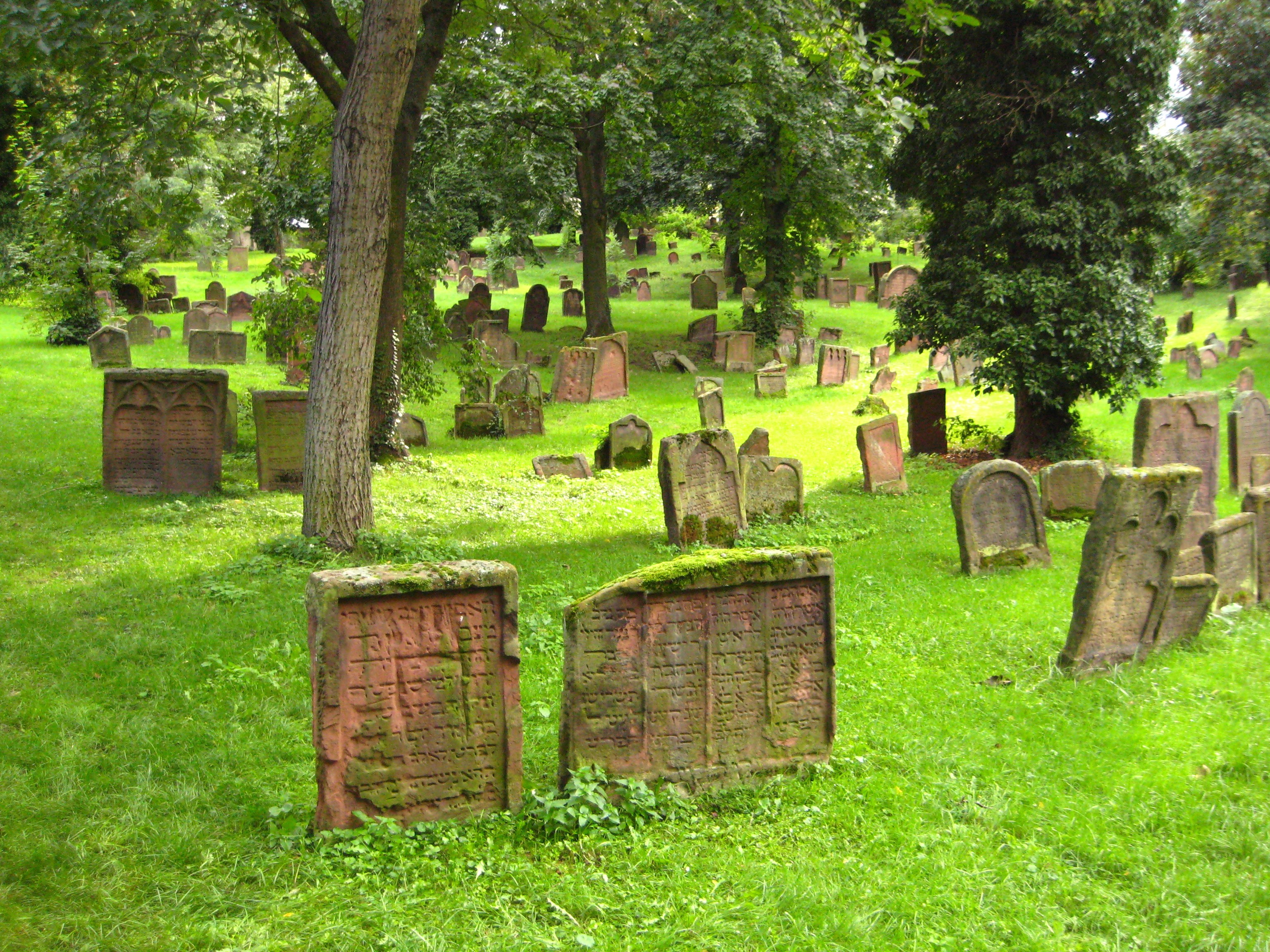
Heiliger Sand, der historische jüdische Friedhof von Worms

Die Jüdische Gemeinde Worms (Kehillo kedoscho wermeise, die „Heilige Gemeinde Worms“) war eine der ältesten belegten jüdischen Gemeinden im deutschsprachigen Raum. Bis zu der Vernichtung durch die Nationalsozialisten bestand die jüdische Gemeinde in Worms mit nur relativ kurzen Unterbrechungen durchgehend seit dem Mittelalter. Sie nahm durch diese lange Tradition in der Erinnerungskultur des aschkenasischen Judentums immer einer herausgehobene Stellung ein.

## Geschichte

### Entstehung

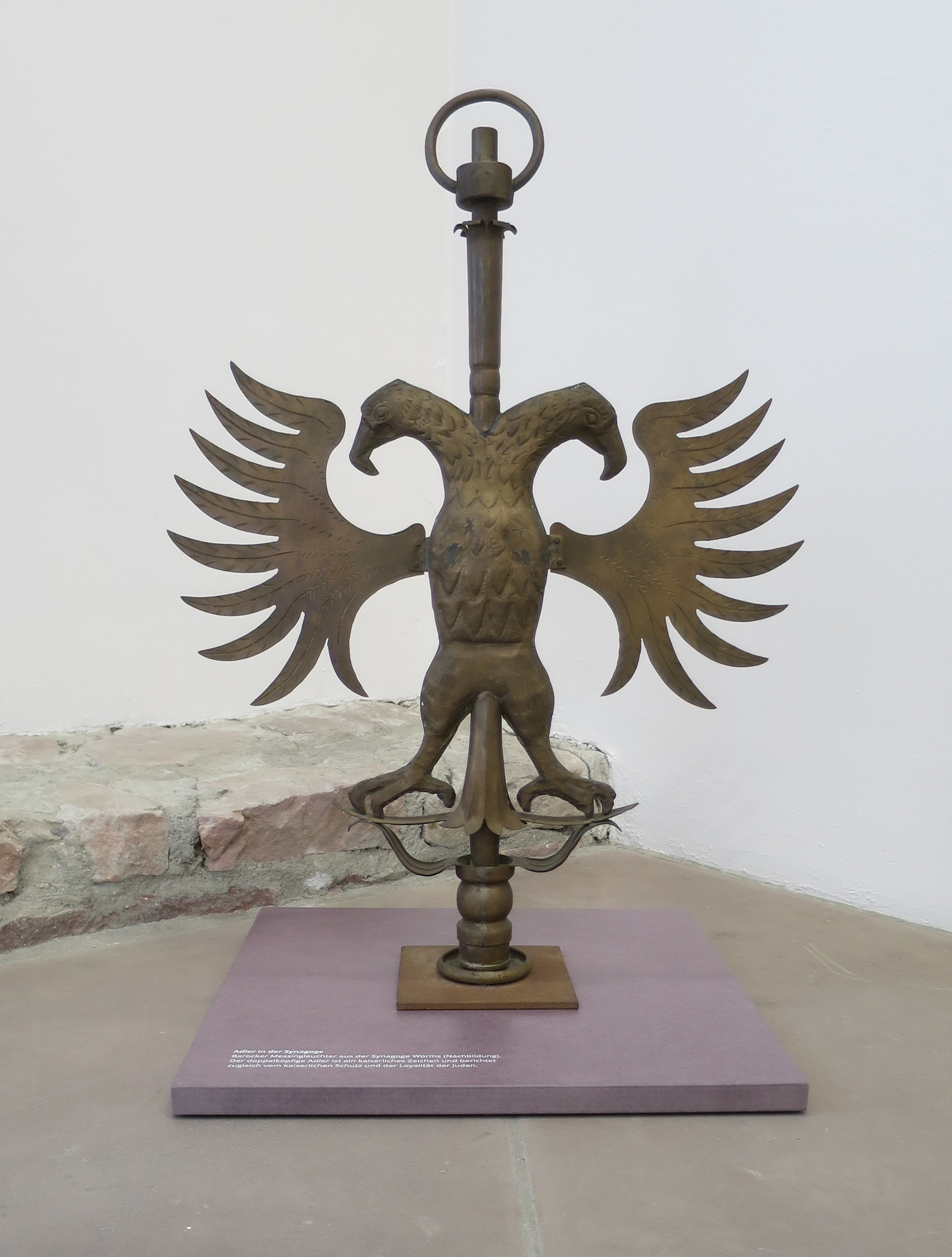
Reichsadler von einem Deckenleuchter der Synagoge Worms: Er symbolisierte das Schutzverhältnis der Gemeinde zum Kaiser.

In der ausgehenden Antike gab es jüdische Gemeinden am Rhein. Deren Kontinuität bis ins Hochmittelalter ist aber nicht belegbar. In der Selbstdarstellung der Gemeinde kursierten allerdings legendäre Gründungsgeschichten, die die Existenz der Gemeinde bis in die Zeit der ersten Zerstörung des Jerusalemer Tempels zurückdatieren.
Ab dem 9. Jahrhundert wanderten jüdische Fernhändler aus Italien und Frankreich in den Bereich ein, der später Deutschland werden sollte. Das Gebiet sollte nach dem Bestreben der Könige entwickelt werden. Die aus weiter fortgeschrittenen und verstädterten Gebieten einwandernden Fernhändler waren Teil dieses Innovationsschubs. Ab wann sich daraus aber in den Städten entlang des Rheins ortsansässige Gemeinden bildeten, ist aufgrund der dürftigen Quellenlage nicht sicher. Dieser Mangel an historischen Fakten wurde schon im Spätmittelalter und der Frühen Neuzeit als Lücke empfunden und durch eine Reihe von Gründungs-Legenden gefüllt.
Die beiden ältesten schriftlichen Zeugnisse darüber, dass Juden in Worms wohnten, werden auf die Jahre 960 und 980 datiert. Das älteste Zeugnis dazu, dass es eine jüdische Gemeinde gab, ist die Bauinschrift für die Synagoge Worms aus dem Jahr 1034. Sie ist zudem die älteste erhaltene Bauinschrift einer Synagoge nördlich der Alpen überhaupt. Der älteste Grabstein auf dem jüdischen Friedhof in Worms („Heiliger Sand“) stammt aus dem Jahr 1058/59.

Kaiser Heinrich IV. erteilte am 18. Januar 1074 den judei et coeteri Uvormatienses (Juden und den übrigen Wormsern) eine Befreiung von Abgaben. 
 Dies ist die älteste Erwähnung der Juden in Worms in einer Quelle der die Gemeinde umgebenden Mehrheitsgesellschaft. 1112 bestätigte Heinrich V. die Urkunde. In der ersten Hälfte der 1090er Jahre erteilte er den Juden und den übrigen Bürgern von Worms ein weiteres, umfangreiches Privileg. Die Urkunde garantiert eine umfassende Regelung der Rechtsverhältnisse der jüdischen Gemeinde gegenüber der christlichen Mehrheit, einen Ausschluss des Bischofs auf Hoheitsrechte gegenüber den Juden und hoher Hemmschwellen gegen Konversion. Das Original der Urkunde ist nicht erhalten, jedoch gibt es eine Reihe späterer Bestätigungen. In einer von Kaiser Friedrich I. vom 6. April 1157 heißt es, dass zu bestätigende Original sei „tempore Salmanni eorundem Judeorum episcopi“ ausgestellt worden. Dies ist die älteste erhaltene Erwähnung des Judenbischofs von Worms, ein Amt, das bis zum Ende des Alten Reichs die Spitzenfunktion der politischen jüdischen Gemeinde war.

### Blütezeit

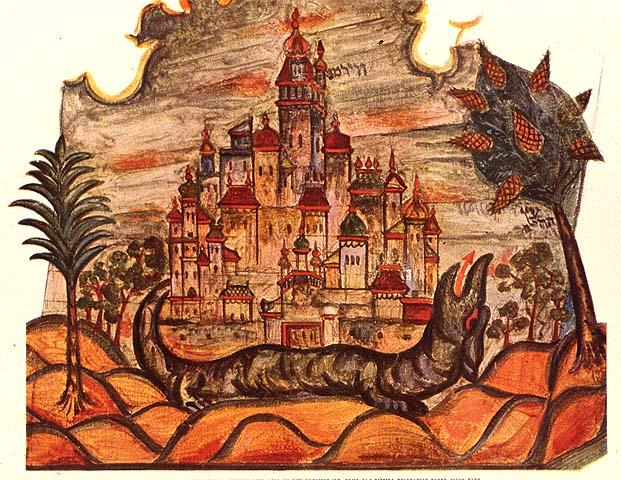
Die weiträumige Ausstrahlung der Wormser Gemeinde belegte dieses Wandgemälde von der Stadt Worms in der Synagoge von Mahiljou, Weißrussland

#### Äußere Verhältnisse

##### Im SchUM-Verbund
Seit dem 12. Jahrhundert bildete die Wormser Gemeinde zusammen mit der in Mainz und der in Speyer den Verbund der SchUM, ein Akronym aus den Anfangsbuchstaben der drei Städte. Sehr früh nahmen diese Gemeinden in der Liturgie einen deutschen Ritus an, der sich von dem herkömmlich italienisch geprägten unterschied. Dies alles wurde schon früh in Gebetsbüchern und Minhag auch schriftlich niedergelegt. Auch Musik spielte eine hervorragende Rolle. Ab dem 13. Jahrhundert bildeten die drei Gemeinden auch bei der Interpretation und Anwendung von Rechtstexten einen Verbund. Dessen zentrales Dokument ist die Rechtssammlung Taqqanot Qehillot Šum.
Ebenfalls seit dem 12. Jahrhundert entstand in Worms die Bewegung der Chasside Aschkenas („die Frommen von Aschkenas“), deren Religionsausübung durch strenge Vorstellungen von Reinheit, Unreinheit und Bußpraktiken geprägt war. Die ursprünglich aus Mainz stammende Familie der Kalonymiden spielte hier eine zentrale Rolle.
Ihrer relativen Größe, der langen Kontinuität und der Tatsache, dass es den Gegnern der Wormser Gemeinde bis 1938 immer nur kurzfristig gelang, sie aus der Stadt zu vertreiben, verdankte sie eine lange Tradition. Daraus erwuchsen auch eine Reihe nur ihr eigener Gebräuche und von anderen Gemeinden abweichende Gebetsordnungen. In der Frauensynagoge gab es – so lange sie baulich von der Männersynagoge durch eine Wand getrennt war – Vorbeterinnen, die den Gottesdienst leiteten.
Die Wormser Gemeinde war eine der größten im Deutschen Reich. Im Reichssteuerverzeichnis von 1241 leistete sie nach der Gemeinde von Straßburg den zweithöchsten Betrag, den eine jüdische Gemeinde zahlte. Im Laufe des 14. Jahrhunderts wurde der Ertrag aus dieser Steuer in zunehmendem Umfang an unterschiedliche Schuldner der deutschen Könige von diesen abgetreten.

##### Schutzverhältnisse
1236 wurde die Urkunde von 1090, das Wormser Privileg, auf die Juden im ganzen Reich ausgedehnt. In dem Zollprivileg von 1074 findet sich die interessante Formulierung „judei et coeteri Wormatienses“ (Juden und andere Wormser). Dies zeigt Zweierlei: Zum einen werden Juden und Christen vom späteren Kaiser auf gleicher Ebene angesprochen, also nicht als rechtlich minderwertig behandelt. Zum zweiten werden die Christen nur als „andere Wormser“ bezeichnet, was darauf schließen lässt, dass das Zollprivileg in erster Linie für jüdische Händler interessant war, der Fernhandel sich also in ihren Händen befand.
Die Rechtsstellung der jüdischen Gemeinde verschlechterte sich aber zusehends. Dem Bischof gelang es – entgegen der Urkunde von 1090 – doch, als Stadtherr von Worms erhebliche Rechte auch gegenüber den Juden zu erlangen. Verschiedene Könige versuchten ihr zusätzliche Steuern aufzuerlegen oder ihr den Rechtsschutz gegenüber Schuldnern zu verweigern. In unterschiedlichem Maß versuchte die Stadt Worms, die jüdische Gemeinde in der Abwehr solcher Angriffe zu unterstützen. Umgekehrt gab es auch politische Konstellationen, in denen der König die jüdische Gemeinde vor Angriffen der Stadt Worms schützte. Dabei gelang es der Wormser Gemeinde – neben der in Frankfurt am Main als eine der wenigen größeren Gemeinden –, sich erfolgreich den Versuchen der Stadt zu widersetzen, sie zu vertreiben. Darüber hinaus kam der Familie der Kämmerer von Worms und – bis zu Ende des Alten Reichs – in deren Nachfolge deren Familienzweig von Dalberg der Judenschutz in Worms zu.

#### Innere Organisation
Die jüdische Gemeinde verwaltete ein Rat aus 12 Mitgliedern („Parnassim“), der sich kooptierte. Der Rat soll im 11. Jahrhundert entstanden sein. Er wählte aus seinen Reihen einen Gemeindevorsteher, „der juden bischoff von Wormß“. Wahlen musste der (christliche) Bischof bestätigen. Der Judenrat bestand bis zum Übergang der Reichsstadt Worms an Frankreich in Folge der Französischen Revolution am Ende des 18. Jahrhunderts. In der Stadt Worms bestanden faktisch also zwei Selbstverwaltungen nebeneinander, wobei der christliche Bevölkerungsanteil schon numerisch überwog. 1312 kam es zu einer Vereinbarung zwischen der jüdischen Gemeinde einerseits, Bischof und Domkapitel andererseits, die die Verfassung der jüdischen Gemeinde mit dem zwölfköpfigen Judenrat an der Spitze festschrieb. Rechtsstreitigkeiten der Juden untereinander wurden vor dem jüdischen Rat ausgetragen. Hier kam ausschließlich jüdisches Recht zur Geltung. Bei Rechtsstreitigkeiten zwischen Angehörigen beider Gruppen war allerdings das Stadtgericht der christlichen Bevölkerungsmehrheit zuständig.
Juden konnten Bürgerrecht erlangen, was volle Steuer- und Wehrpflicht bedeutete, allerdings nicht das passive Wahlrecht. So beteiligen sich zum Beispiel 1201 die Juden anlässlich einer Belagerung der Stadt an deren Verteidigung. Die Regeln, nach denen die Aufnahme in die Bürgerschaft ablief, waren für Juden und Christen sehr ähnlich. Über die Annahme eines jüdischen Bürgers entschied faktisch ausschließlich der jüdische Rat. Ebenso wie Christen konnten Juden aber Ämter immer nur im Rahmen der eigenen Gruppe wahrnehmen. Juden konnten bis zur Ausbildung des Ghettos in der Judengasse in der Mitte des 14. Jahrhunderts im ganzen Stadtgebiet Grundstücke erwerben und wohnen.

### Spätmittelalter und Neuzeit

#### Äußere Verhältnisse
Im Laufe des 14. Jahrhunderts wurde der Ertrag aus der Steuer, die die jüdische Gemeinde dem deutschen König entrichtete, in zunehmendem Umfang an unterschiedliche Schuldner der Könige von diesen abgetreten. Ein Tiefpunkt dieser Entwicklung ist der Verkauf der Rechte am 4. Januar 1348 durch König Karl IV. an die Stadt Worms. Der spätere Kaiser überließ der Stadt Worms alle dort wohnenden Juden „mit ihrem Leib und Gut und mit allen Nutzen und Rechten“ die ihm bisher zugestanden hatten.
Die Stadt kam ihrer Schutzpflicht aber nicht nach: Ein Jahr darauf, 1349, wurden im Pestpogrom etwa 400 Juden ermordet. Auf Druck dadurch wirtschaftlich geschädigter Dritter, insbesondere Pfalzgraf Ruprecht I., musste die Stadt ab 1353 wieder Juden in ihren Mauern zulassen. In diese Zeit datiert auch die Entstehung des Ghettos, kurz danach dessen bauliche Abgrenzung zur übrigen Stadt durch Tore. Das Dreiecksverhältnis zwischen Kaiser, Bischof und der Stadt Worms und die damit verbundene Konkurrenzsituation zwischen den drei Gewalten einerseits und der jüdischen Gemeinde andererseits bewirkte, dass die jüdische Gemeinde – neben der in Frankfurt am Main – als eine der wenigen größeren Gemeinden in den süddeutschen Städten nie dauerhaft aus der Stadt verdrängt wurde. So erteilte zwar Kaiser Ferdinand I. am 17. Dezember 1558 der Stadt Worms die Genehmigung, die Juden zu vertreiben. Dies aber wurde vom Bischof hintertrieben. Umgekehrt gab es auch politische Konstellationen, in denen der König die jüdische Gemeinde vor Angriffen der Stadt Worms schützte. In verschiedenen Situationen versuchte wiederum die Stadt Worms die jüdische Gemeinde in der Abwehr äußerer Angriffe zu schützen.

#### Innere Organisation
Spätestens seit 1348 hatten die Juden nur noch den Status von Hintersassen der Stadt Worms. Juden war der Aufenthalt in Worms seit dem späten Mittelalter theoretisch nur noch zeitlich begrenzt gestattet („Gedinge“): Sie mussten sich das Recht alle vier Jahre wieder neu erkaufen. Als die Stadt aber 1487 versuchte, die Juden auszuweisen, schritt Kaiser Friedrich III. ein und untersagte das.
1521 ernannte Kaiser Karl V. den Wormser Rabbi Samuel ben Elieser Seezum zum obersten Rabbi im Deutschen Reich mit Sitz in Worms, gleiches geschah unter Kaiser Ferdinand I. am 26. Juni 1559 mit Rabbi Jakob zu Worms.
Während des Dreißigjährigen Kriegs wurde die Stadt gezwungen, in großem Umfang einquartiertes Militär zu unterhalten, was sie wirtschaftlich ruinierte. Sie versuchte deshalb auch, die jüdische Gemeinde auszupressen, die so ebenfalls entsetzlich unter dem Krieg litt. 1641 wurde von Seiten des Kaisers eine neue städtische Judenordnung bestätigt, die alle Juden erstmals zum Tragen eines auf ihre Kleidung genähten gelben Stoffrings verpflichtete. Nach dem Dreißigjährigen Krieg nahmen die Angriffe seitens der Stadt auf die jüdische Gemeinde an Intensität ab, sie waren nun weniger lebensbedrohlich und richteten sich primär gegen jüdisches Vermögen. Das endete erst mit der Übernahme der Herrschaftsgewalt auf dem linken Rheinufer durch Frankreich 1792.

#### Verfolgungen
Während im Hochmittelalter Juden im ganzen Stadtgebiet Grundstücke erwerben und dort wohnen konnten, setzte nach dem Pestpogrom die Ghettoisierung ein: Juden wohnten von da an bis in die französische Zeit 1792 ausschließlich in der Judengasse und der Hinteren Judengasse. Die Rechtsstellung der jüdischen Gemeinde verschlechterte sich aber ebenso wie die Rechtsstellung des Einzelnen. Verschiedene Könige versuchten, der jüdischen Gemeinde zusätzliche Steuern aufzuerlegen oder jüdischen Gläubigern den Rechtsschutz gegenüber Schuldnern zu verweigern. In der Berufsausübung wurden Juden eingeschränkt, um Konkurrenz gegenüber den christlichen Handwerkern zu unterbinden.

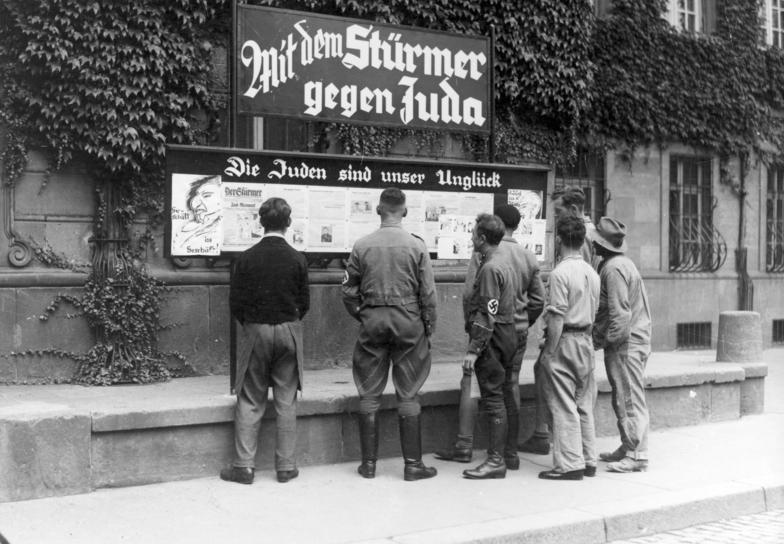
Werbekasten von „Der Stürmer“ im August 1935 in Worms

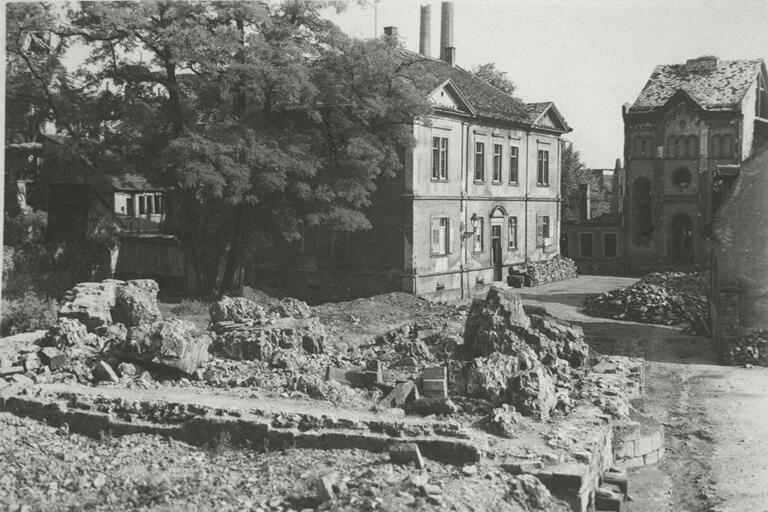
Die zerstörte Synagoge samt Anbauten (im Vordergrund) nach 1945

Aber schon seit dem Hochmittelalter litt auch die Wormser Gemeinde unter viel massiveren Bedrohungen, Pogromen:
- Das Pogrom von 1096 ist das erste bekannte in Worms.[Anm. 6] Dabei ermordeten Teilnehmer des Volkskreuzzuges am 18. und 20. Mai 1096 alle Juden, die nicht bereits geflohen waren, in ihren Häusern, wenn sie sich nicht taufen ließen. Es soll 400, nach anderen Angaben 800 Tote gegeben haben. → Hauptartikel: Pogrom von 1096 in Worms
- 1146 kam es im Vorfeld des Zweiten Kreuzzuges erneut zu Gewalttaten gegen Juden entlang des Rheins. Zentrale Figur war Radulf der Zisterzienser. Die jüdische Gemeinde floh aus Worms.[45]
- Zu Jahresanfang 1188 floh die jüdische Gemeinde aufgrund eines drohenden Pogroms erneut aus der Stadt.[46]
- 15. November 1196[47] wurden Frau und Kinder des Wormser Rabbiners Eleasar ben Juda ben Kalonymos von Kreuzfahrern ermordet.[48]
- 1278 soll der Heilige Sand von Zerstörung bedroht gewesen sein, was die jüdische Gemeinde nur durch Zahlen von 400 Pfund Heller abwenden konnte.[49][Anm. 7]
- 1349 Pestpogrom[50]
- 1558 gab es einen weiteren Versuch, die jüdische Gemeinde aus der Stadt zu vertreiben. Kaiser Ferdinand I. stimmte zu, aber Bischof Dietrich II. von Bettendorf und die Familie von Dalberg widersetzten sich und das Vorhaben scheiterte. Die jüdische Gemeinde erhob Klage vor dem Reichskammergericht[51], der Prozess zog sich über Jahrzehnte hin und war noch nicht entschieden, als die Stadt 1615 den nächsten Versuch in diese Richtung unternahm.[52]
- 10. April 1615, Ostermontag, Vertreibung der jüdischen Gemeinde aus Worms, Zerstörung der Synagoge, Beschädigung des „Heiligen Sand“. Die jüdischen Einwohner konnten erst im Januar 1616 unter dem Schutz pfälzischen Militärs wieder zurückkehren.[53]
- Kein Pogrom in der Art der vorhergegangenen war die Zerstörung von Worms durch die Franzosen am 31. Mai 1689. Die Gemeinde musste die Stadt verlassen, ihre Gebäude wurden erneut schwer beschädigt und es dauerte bis 1699, bevor sie wieder in die Stadt zurückkehren konnte.[54] In einem Kollektenbuch zum Wiederaufbau wurde in diesem Zusammenhang 1698 auch die spendende Grünstadter Judengemeinde erstmals urkundlich genannt.[55]
- Im Novemberpogrom 1938 wurde die Synagoge schwer beschädigt.[56] Im Schutt konnten viele Originalteile bewahrt bleiben. Die Levysche Synagoge wurde bei den Luftangriffen auf Worms während des Zweiten Weltkriegs weiter beschädigt.
- In der Schoah wurde die Gemeinde ausgelöscht. Mehr als 400 Wormser wurden deportiert und ermordet.[57] Die Deportation derjenigen, die zuvor nicht hatten fliehen können, fand in mehreren „Aktionen“ statt, am 20. März 1942,[58] vom 24.–27. September 1942[59] am 30. September 1942,[60] 1944 gegen „jüdische“ Partner aus „Mischehen“[61] und noch am 24. März 1945 wurden bei einer Erschießung durch die Gestapo Rosa Bertram und Erich Salomon aus Worms ermordet.[62] Darüber hinaus wurden viele ermordet, die zunächst zwar noch hatten ins Ausland fliehen können, aber dann von den deutschen Besatzern eingeholt wurden und so wieder dem mordenden Zugriff nationalsozialistischer Rassenpolitik ausgesetzt waren.[63]

Die von Juspa Schammes gesammelten Geschichten spiegeln die Erfahrung der Wormser Gemeinde bis ins 17. Jahrhundert wider.

#### Emanzipation

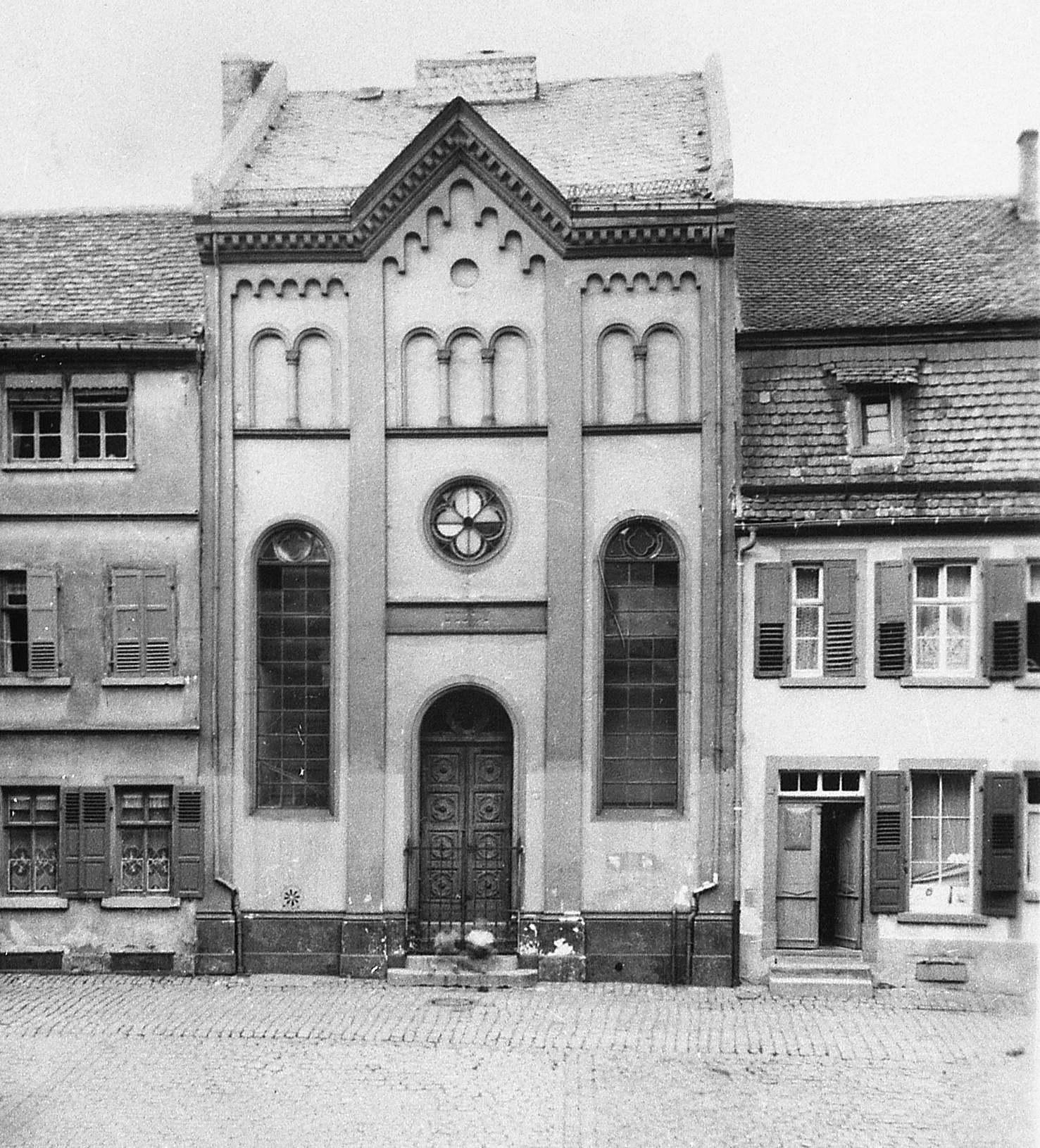
Die Neue Synagoge

In Zeiten, in denen die Verfolgung nicht prägend war, übernahm die Gemeinde zahlreiche kulturelle Einflüsse aus ihrer Umwelt. Die SchUM-Gemeinden passten zum Beispiel ihr Eherecht an, unter anderem durch den Verzicht auf die Vielehe, oder die Bedeutung, die Märtyrern zugemessen wurde.
Im 17. Jahrhundert besuchten in Einzelfällen Kinder aus der jüdischen Gemeinde die städtische Schule. Allerdings waren die religiösen Unterschiede noch so trennend, dass 1789 die Gedenkveranstaltung zum 100. Jahrestag der Stadtzerstörung durch französisches Militär streng getrennt durchgeführt wurde, je in einer eigenen Veranstaltung von den Römisch-Katholischen, Lutheranern, Reformierten und Juden.
Mit der Auflösung der Strukturen des Heiligen Römischen Reichs wurde der Judenrat durch einen Gemeindevorstand ersetzt. Dieser setzte sich für die vollständige Emanzipation ein, die 1847/48 erreicht werden konnte, mehr als 40 Jahre nachdem dies unter französischer Hoheit schon einmal geschehen war, aber um Jahre früher als in vielen anderen deutschen Staaten. Ab den 1830er Jahren nahmen Juden zunehmend ihren Wohn- und Geschäftssitz außerhalb des Ghettos. Um 1800 wohnten etwa 500, um 1850 etwa 1000 Juden in der Stadt, was überwiegend Ergebnis des Zuzugs vom Land war.
Mit Ferdinand Eberstadt setzte die hessische Regierung 1849 erstmals in Deutschland einen Juden als Bürgermeister ein. Er amtierte bis 1852.
In den 1840er Jahren spaltete sich die Gemeinde über Fragen der Modernisierung und Anpassungen an die sich ebenfalls schnell wandelnde Kultur außerhalb der Gemeinde in eine orthodoxe und eine mehr liberale Richtung. Baulich fand das seinen Ausdruck unter anderem darin, dass die trennende Wand zwischen Frauen- und Männersynagoge beseitigt und eine Orgel installiert wurde. Der orthodoxe Teil der Gemeinde trennte sich daraufhin und errichtete 1871 genau gegenüber der mittelalterlichen Synagoge eine eigene Synagoge (Neue Synagoge/Levysche Synagoge).

### Soziale Umstände
Die Judengasse war um 1500 noch locker bebaut. Zahlreiche Baulücken und eingestreute Gärten prägten das Bild. Am Ende des 17. Jahrhunderts dagegen, kurz vor der Zerstörung der Stadt im Pfälzischen Erbfolgekrieg 1689, war die Judengasse dicht bebaut, ohne Baulücken in den Straßenzügen. Diese dichte Bebauung ist 1760 noch nicht wieder erreicht. Insbesondere im Bereich der Hinteren Judengasse gibt es zahlreiche unbebaute Grundstücke und Gärten.
| Jahr | Einwohner Judengasse | Einwohner von Worms | Quelle |
| ---- | -------------------- | ------------------- | ------ |
| 1600 | 600                  |                     | [ 44 ] |
| 1610 | 650 bis knapp 800    |                     |        |
| 1722 | 600                  |                     | [ 73 ] |
| 1744 | 750                  | 5000                | [ 73 ] |

## Einrichtungen
Die Einrichtung, die die Wormser Gemeinde weit über ihren regionalen Bereich hinaus bekannt machte, war im Hochmittelalter die dortige Jeschiwa. Zahlreiche Theologen, die dort ausgebildet wurden, übernahmen leitende Funktionen in Gemeinden im nördlichen Europa.
Die Gemeinde besaß alle Einrichtungen, die für ein Gemeindeleben erforderlich waren: Synagoge, Mikwe, Gemeindehaus („Haus zur Sonne“) und ein Gemeindehaus (an der Stelle des heutigen Raschi-Hauses). Um diesen Kern hatte sich im ausgehenden Mittelalter das Ghetto gebildet. Es bestand aus den Straßen Judengasse und Hintere Judengasse und war dort, wo diese Straßen in die umgebende Stadt mündeten, durch Tore gesichert. Die Pflicht für Juden, im Ghetto zu wohnen, wurde erst in der Zeit nach 1792 aufgehoben, als Worms zu Frankreich gehörte.
1924 wurde ein Jüdisches Museum im ersten Stock des Vorbaus der Frauensynagoge eröffnet. Treibende Kraft war Isidor Kiefer, der es aufgebaut hatte und betreute. Im Novemberpogrom 1938 gingen die meisten Objekte des Museums verloren.

## Gegenwart

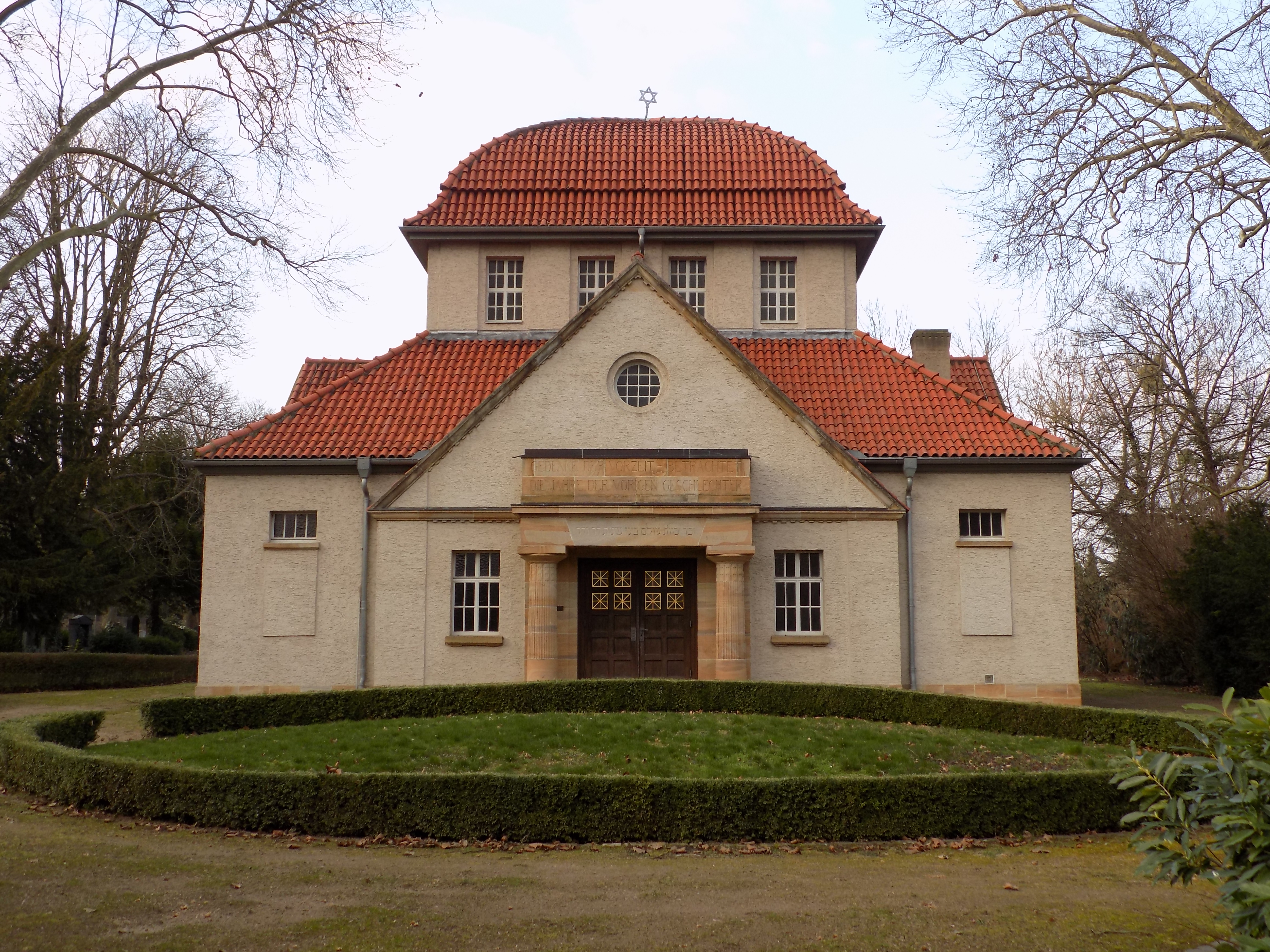
Jüdischen Trauerhalle auf dem Friedhof Hochheimer Höhe

Nach der Schoah bestand in Worms keine jüdische Gemeinde mehr. Dem Stadtarchivar Friedrich Maria Illert war es – aus verschiedensten Motiven – gelungen, einen Teil des Kulturguts der Gemeinde vor der Zerstörung zu retten. Dazu zählten unter anderem das Archiv der Gemeinde, mittelalterliche Handschriften und frühe Drucke sowie Bauteile der mittelalterlichen Synagoge und ihrer Anbauten. Auch der jüdische Teil des Friedhofs Hochheimer Höhe mit eigener Trauerhalle (1911) blieb erhalten. Die beiden Synagogen wurden schwer beschädigt. Nach dem Zweiten Weltkrieg wurde die Ruine der Neuen Synagoge 1947 abgerissen, die alte Synagoge 1958 bis 1961 auf den Grundmauern des historischen Gebäudes – unter Verwendung geborgener Architekturteile – rekonstruiert.
Rechtsnachfolger der untergegangenen Jüdischen Gemeinde Worms war aufgrund eines Landesgesetzes die damals in Rheinland-Pfalz einzig bestehende Jüdische Gemeinde Mainz. Ansprüche auf Erhalt oder Bewahrung des Archivs oder des Wormser Machzor machten anfangs aber auch die Stadt Worms und die Jewish Trust Corporation for Germany – Branche Francais geltend. Dies führte zu einem Vergleich, dessen Ergebnis letztlich war, dass ein Teil (das Gemeindearchiv und der Wormser Machzor) nach Israel abgegeben wurde, ein anderer Teil ins Eigentum der Jüdischen Gemeinde Mainz gelangte, aber als Depositum im Stadtarchiv Worms liegt. Synagoge, Mikwe, Raschi-Jeschiwa und Synagogengarten sind, wie der Friedhof "Heiliger Sand", Eigentum der Jüdischen Gemeinde Mainz.
Die Jüdische Gemeinde von Mainz, Worms und Rheinhessen ist eine Körperschaft des öffentlichen Rechts. Sie ist eine Einheitsgemeinde und versteht sich als orthodoxe Gemeinde. Sie handelt aufgrund einer Satzung, die von der Mitgliederversammlung verabschiedet wurde. An der Mitgliederversammlung können alle Gemeindemitglieder teilnehmen. Alle zwei Jahre wird von ihr der ehrenamtlich tätige Vorstand in geheimer Wahl gewählt. Er bestimmt die Richtlinien der Gemeindepolitik, führt die täglichen Geschäfte und vertritt die Gemeinde nach außen.

## Persönlichkeiten

### Jeschiwa

#### Lehrer
- Meir ben Isaak (Mitte 11. Jahrhundert), Vorbeter der Gemeinde
- Jakob ben Jakar (um 1060)
- Kalonymos ben Sabbatai (um 1070), Leiter der Hochschule
- Isaak ben Eleasar ha-Levi († vor 1096), Leiter der Hochschule um 1060
- Eleasar ben Juda ben Kalonymos (um 1190)
- Menachem ben Jakob ben Salomo ben Menachem (um 1200)

#### Schüler

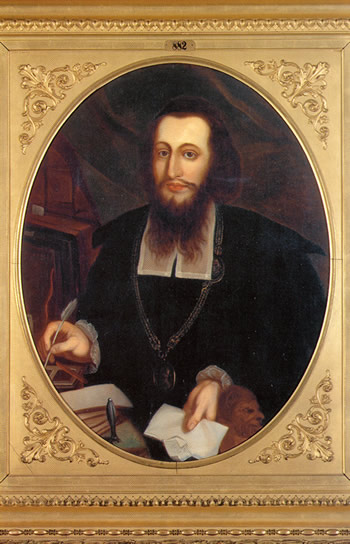
Samson Wertheimer

- Salomo ben Simson ben Eljakim (Salmann) (vor 1090), Judenbischof von Worms[80]
- Jakob ha-Levi († 18. Mai 1096), Sohn des Isaak ben Eleasar ha-Levi, wurde von den Kreuzfahrern im Pogrom 1096 erschlagen.
- Raschi von Troyes (ca. 1140–1105), Schlomo ben Jizchak, studierte unter anderem um 1060/1070 an der Jeschiwa in Worms
- Samson Wertheimer (1658–1724), Rabbi in Wien
- David Oppenheimer (1664–1736), Rabbi in Prag

### Wormser
- Yitsḥaq bar Šemu’el ha-Lewi (gest. nach 1223), einer der Unterzeichner des Taqqanot Qehillot Šum
- Meir von Rothenburg (gest. 1293), berühmter Rabbiner aus Worms
- Kalman aus Worms, 1518–1560 Oberrabbiner von Lemberg[31]
- Juspa Schammes, aus Fulda, ab 1624 Gemeindeschreiber in Worms, Verfasser des Maase Nissim, einer Sammlung von Sagen und Wundergeschichten aus Worms, die in fünf Auflagen erschien.
- Samuel Levi (1751–1813), Rabbiner von Worms (1778–1808), Großrabbiner des Départements du Mont-Tonnerre (1809–1813)
- Max Loeb (1860–1911), Rechtsanwalt, verfasste Erinnerungen[81], unter anderem an die jüdische Gemeinde Worms, deren Original im Leo Baeck Institut New York verwahrt wird.
- August Gallinger (1871–1959), Mediziner und Philosoph

Siehe auch
- Liste der Judenbischöfe von Worms

## Wissenswert
Die Geschichte der Gemeinde zeigt das Jüdische Museum Worms.